# Еммануїл Філіберт
Еммануїл Філіберто Залізна Голова (італ. Emanuele Filiberto; 8 липня 1528 — 30 серпня 1580) — герцог Савойський (1553—1580). Представник Савойського дому. Народився Шамбері. Син савойського герцога Карла III і португальської інфанти Беатриси. Помер у Турині.

## Біографія
Коли його батько був змушений у боротьбі Франції з Іспанією встати на сторону останньої, Еммануїл поступив на службу в іспанську армію (1545) і швидко завоював собі репутацію обдарованого полководця. Після перемир'я 1556 він отримав під командування нідерландську армію і в 1557 році розбив французів у важливій битві при Сен-Кантені, що призвело до укладення Като-Камбрезького миру в 1559 році. Відповідно до однієї з умов цього мирного договору, Еммануїл повернув собі свої володіння.
Після укладення Като-камбрезійському мирного договору в 1559 році Еммануїл Філіберто одружився з сестрою французького короля Генріха II Маргаритою де Валуа. У шлюбі народився єдиний син — Карл Еммануїл.
Країна була розорена, але він досить швидко зумів відновити її добробут. В 1563 році він переніс столицю Савойського герцогства з Шамбері (сучасна Франція) в Турин (сучасна Італія), що був захищений від потенційних нових французьких нападів Альпами. 1568 року на власні кошти (6 тис. золотих скудо, внесених під 5% річних) заснував громадський банк П'ємонту. На чолі цього банку стояли генузці. Слугував для розширення фінансових операцій та кредитування підданих герцога.
1572 року став великим магістром ордену Св.Лазаря, який того ж року об'єднав з орден Св.Маврикія. Тепер вже орден Святих  Маврикія і Лазара став династійним орденом Савойського дому.

## Нагороди
- Вищий орден Святого Благовіщення (Савойський дім);
- Орден Святих Маврикія та Лазаря (Савойський дім);
- Орден Підв'язки (Велика Британія);
- Орден Золотого руна.

## Родина
Дружина — Маргаритою де Валуа.
Діти: 
- Карл Еммануїл — майбутній герцог Савойський Карл Еммануїл I.